# 18 juin 1914
Le 18 juin 1914 est le 169e jour de l'année 1914 du calendrier grégorien. Il s'agit d'un jeudi.

## Événements
- Création de l'Ordre colonial de l'Étoile d'Italie par le roi Victor-Emmanuel III, à la suite de la conquête de la colonie de Libye.
- Alexander Peacock devient premier ministre de l'État du Victoria en Australie[1].
- Réné Buon devient maire du Mans

## Sciences et techniques
- L'archéologue Amédée Lemozi commence les fouilles de l'abri Murat, datant du Magdalénien final

## Naissances
- Luis Valle, footballeur espagnol[2]
- E. G. Marshall, acteur américain
- Jean Lejeune, historien belge